# Alibaba Group
Alibaba Group (čínsky pchin-jinem ālǐbābā jítuán, znaky 阿里巴巴集团) je čínská společnost se sídlem v Chang-čou. Založil ji bývalý učitel angličtiny Jack Ma. Spravuje také stejnojmennou B2B platformu Alibaba.com a online aukční server Taobao a podle svých vlastních údajů je největší čínskou skupinou firem v IT. V roce 2007 firma zaměstnávala 4 400 stálých zaměstnanců, do roku 2013 číslo vystoupalo na 22 072 pracovníků.
Největší podíl akcií ve firmě vlastní japonská holdingová společnost SoftBank Group (29,2 %), zakladatel Jack Ma vlastní 7 % akcií. Alibaba Group patří mezi tři čínské internetové „giganty“ spolu se společnostmi Baidu a Tencent.

## Struktura
Skupina zahrnuje různé dceřiné společnosti:
- Alibaba.com, obchodní B2B platforma
- AliExpress, obchodní B2C platforma
- Taobao, online aukce
- AliPay, online platební systém
- AliYun, webové služby pro cloud computing a data management
- 1688.com, čínská regionální obchodní B2B platforma
- Tmall.com, obchodni B2C platforma
- juhuasuan.com, slevový server
- amap.com, online mapová služba, původně AutoNavi

## Historie
Jack Ma založil web Alibaba.com v roce 1999. Téhož roku oficiálně založil i společnost. V roce 2003 otevřel aukční server Taobao. 11. srpna 2005 oznámilo Yahoo!, že chce získat 40 % podíl ve společnosti za miliardu dolarů. V letech 2004–2007 vznikly další online služby Alipay, Alisoft a Alimama. V dubnu 2007 firma vstoupila na burzu, v roce 2012 z ní kvůli tlaku trhu odešla. V květnu 2012 začalo postupně Yahoo prodávat zpět firmě Alibaba polovinu ze svého 40 % podílu za 7,1 miliardy dolarů. Transakce byla uzavřena v září 2012. Od té doby Yahoo drží ještě 20% podíl. Od 19. září 2014 jsou akcie společnosti zapsané na New York Stock Exchange. Při vstupu na burzu se prodalo akcií za 21,8 miliardy dolarů. Na konci prvního dne na burze cena za jednu akcii vzrostla o 36 %. Avšak akcionáři nevlastní přímý podíl v čínské Alibaba Group, nýbrž v holdingu sídlícím na Kajmanských ostrovech.
Alibaba Group patří k prvním hlavním členům FIDO Alliance, která vyvíjí průmyslový standard U2F pro všeobecně aplikovatelné dvoufázové ověření.
V říjnu 2020 zablokoval čínský regulátor firmě Ant Group, která byla finančním společníkem Alibaba Group, vstup na burzy v Šanghaji a Hogkongu. Také samotná společnost Alibaba Group se ocitla pod extrémním tlakem čínských úřadů a její zakladatel a největší akcionář Jack Ma je od října nezvěstný.

## AliExpress
AliExpress je virtuální tržiště provozované společností Alibaba Group, které propojuje konkrétního prodejce s kupujícím. Webová stránka byla založena roku 2010 a dnes je jedním z největších čínských e-shopů.
Nízké ceny, kterými je AliExpress proslulý, nabízí díky přímému propojení kupujícího s prodávajícím a bez přirážek zprostředkovatelům. Kupující zde může najít celou řadu zboží od oblečení, obuvi, šperků a kosmetiky přes elektroniku a autodíly až k vybavení domácnosti, zahradním doplňkům a hračkám.
AliExpress jde jednoduše přepnout do češtiny, avšak pro překlad používá Google Překladač a některé části textu nechává nepřeložené. Pro obyčejný nákup je tento překlad naprosto dostačující.
Přes affiliate program je AliExpress partnerem pro mnoho českých cashbackových portálů.

## Alipay
Alipay (čínsky znaky 支付宝, pinyin Zhīfùbǎo) je systém pro mobilní platby. Je to jeden z největších e-komerce platebních systémů na světovém trhu vedle systému WeChat Pay.